# فهرست شرکت‌های ژاپن
فهرست شرکت‌های ژاپن (انگلیسی: List of companies of Japan) این فهرستی از شرکت‌های قابل توجه مستقر در ژاپن است. برای اطلاعات بیشتر در مورد انواع نهادهای تجاری در این کشور و اختصارات آنها، به فهرست انواع نهاد حقوقی بر اساس کشور مراجعه کنید. توجه داشته باشید که «株式会社» می‌تواند (و اغلب) هم کابوشیکی کایشا و هم کابوشیکی گایشا (با یا بدون خط فاصله) خوانده شود.

## Largest firms
این فهرست شرکت‌هایی را در فورچون جهانی ۵۰۰ نشان می‌دهد که شرکت‌ها را بر اساس کل درآمدهای گزارش‌شده قبل از ۳۱ مارس ۲۰۱۷ رتبه‌بندی می‌کند.
| رتبه | کمپانی                         | درآمد ($ میلیون) |
| ---- | ------------------------------ | ---------------- |
| ۶    | تویوتا                         | $۲۶۵٬۱۷۲         |
| ۳۰   | هوندا                          | $۱۳۸٬۶۴۶         |
| ۴۵   | ژاپن پست هولدینگز              | $۱۱۶٬۶۱۶         |
| ۵۴   | نیسان                          | $۱۰۷٬۸۶۸         |
| ۵۵   | نیپون تلگراف اند تلفن          | $۱۰۶٬۵۰۰         |
| ۷۹   | هیتاچی                         | $۸۴٬۵۵۹          |
| ۸۵   | گروه سافت‌بنک                   | $۸۲٬۶۶۵          |
| ۹۷   | سونی                           | $۷۷٬۱۱۶          |
| ۹۹   | جی‌اکس هولدینگز                 | $۷۶٬۶۲۹          |
| ۱۰۳  | گروه ایوون                     | $۷۵٬۳۳۹          |
| ۱۱۴  | پاناسونیک                      | $۷۲٬۰۴۵          |
| ۱۲۶  | نیپون لایف                     | $۶۸٬۶۸۴          |
| ۱۲۹  | میتسوبیشی کرپریشن              | $۶۸٬۳۰۱          |
| ۱۳۰  | ماروبنی                        | $۶۸٬۰۵۷          |
| ۱۴۵  | دای-ایچی لایف Holdings         | $۶۳٬۵۲۲          |
| ۱۶۵  | تویوتا سوشو                    | $۵۸٬۵۸۶          |
| ۱۷۷  | گروه مالی میتسوبیشی یواف‌جی     | $۵۴٬۷۶۹          |
| ۱۷۹  | سون اند آی                     | $۵۴٬۲۱۷          |
| ۱۸۶  | شرکت نیروی برق توکیو           | $۵۲٬۸۰۹          |
| ۱۹۲  | بانک سومیتومو میتسویی          | $۵۲٬۰۲۶          |
| ۱۹۸  | نیپون استیل و سومیتومو متال    | $۵۱٬۱۶۴          |
| ۲۰۴  | ایتاچو                         | $۴۹٬۷۳۲          |
| ۲۰۹  | توکیو مارین                    | $۴۸٬۷۳۱          |
| 221  | MS&AD Insurance Group Holdings | $۴۷٬۰۹۵          |
| ۲۲۹  | دنسو                           | $۴۶٬۱۰۶          |
| ۲۳۶  | کی‌دی‌دی‌آی                       | $۴۵٬۵۰۸          |
| ۲۴۶  | میتسویی                        | $۴۴٬۱۵۵          |
| ۲۵۰  | گروه سومیتومو                  | $۴۳٬۵۷۰          |
| ۲۷۹  | میتسوبیشی الکتریک              | $۳۹٬۹۹۵          |
| ۳۰۹  | میجی یاسودا لایف               | $۳۷٬۱۶۰          |
| ۳۱۱  | صنایع سنگین میتسوبیشی          | $۳۷٬۱۰۳          |
| ۳۱۳  | فوجیتسو                        | $۳۶٬۹۹۱          |
| ۳۱۷  | کانن (شرکت)                    | $۳۶٬۳۸۸          |
| ۳۲۶  | توشیبا                         | $۳۵٬۶۳۰          |
| ۳۲۹  | آیسین                          | $۳۵٬۲۸۱          |
| ۳۴۲  | دایوا هاوس                     | $۳۴٬۲۶۲          |
| ۳۴۷  | سومپو هلدینگ                   | $۳۴٬۰۲۸          |
| ۳۴۸  | سوزوکی                         | $۳۳٬۹۱۲          |
| ۳۵۰  | سومیتومو لایف                  | $۳۳٬۸۲۱          |
| ۳۵۲  | میتسوبیشی کمیکال               | $۳۳٬۶۱۶          |
| ۳۵۸  | جی‌اف‌ئی                         | $۳۳٬۲۰۲          |
| ۳۶۵  | بریجستون                       | $۳۲٬۴۹۵          |
| ۳۶۷  | گروه مالی میزوهو               | $۳۲٬۱۴۲          |
| ۳۷۸  | مزدا                           | $۳۱٬۳۵۶          |
| ۳۸۴  | سوبارو کورپوریشن               | $۳۰٬۷۳۵          |
| ۳۹۸  | آیدمتسو کوسان                  | $۲۹٬۶۰۶          |
| 418  | Medipal Holdings               | $۲۸٬۳۹۸          |
| ۴۲۰  | کانسای الکتریک                 | $۲۸٬۲۸۳          |
| ۴۲۵  | سومیتومو الکتریک               | $۲۷٬۸۲۰          |
| ۴۴۳  | شرکت راه‌آهن شرق ژاپن           | $۲۶٬۶۲۷          |
| ۴۶۲  | چوبو الکتریک پاور              | $۲۵٬۷۵۳          |
| ۴۶۳  | ان‌ای‌سی                         | $۲۵٬۶۷۳          |